# 3 de agosto nos Jogos Olímpicos de Verão de 2016
3 de agosto de 2016 nos Jogos Olímpicos de Verão de 2016 foi o primeiro dia de competições. Somente foram disputadas partidas do futebol feminino.

## Esportes
- Futebol

## Destaques do dia

### Futebol Feminino
| Grupo E | Suécia            | 1 – 0        | África do Sul | Estádio Olímpico, Rio de Janeiro           |
| 13:00   | Nilla Fischer 76' | FIFA RIO2016 |               | Público: 13 439 Árbitro: ROU Teodora Albon |

| Suécia | África do Sul |

| Grupo F | Canadá                                    | 2 – 0        | Austrália | Arena Corinthians, São Paulo                    |
| 15:00   | Janine Beckie 1' · Christine Sinclair 80' | FIFA RIO2016 |           | Público: 20 521 Árbitro: FRA Stephanie Frappart |

| Canadá | Austrália |

| Grupo E | Brasil                                          | 3 – 0        | China | Estádio Olímpico, Rio de Janeiro                |
| 16:00   | Monica 36' · Andressa Alves 59' · Cristiane 90' | FIFA RIO2016 |       | Público: 27 618 Árbitro: CAN Carol Anne Chenard |

| Brasil | China |

| Grupo F | Zimbabwe              | 1 – 6        | Alemanha | Arena Corinthians, São Paulo           |
| 18:00   | Kudakwashe Basopo 50' | FIFA RIO2016 | 22' Sara Däbritz · 36' Alexandra Popp · 53' 78' Melanie Behringer · 83' Melanie Leupolz · 90' Eunice Chibanda | Público: 20 521 Árbitro: MAS Rita Gani |

| Zimbabwe | Alemanha |

| Grupo G | Estados Unidos                   | 2 – 0        | Nova Zelândia | Estádio Mineirão, Belo Horizonte             |
| 19:00   | Carli Lloyd 9' · Alex Morgan 46' | FIFA RIO2016 |               | Público: 10 059 Árbitro: UKR Kateryna Monzul |

| EUA | Nova Zelândia |

| Grupo G | França                                                                         | 4 – 0        | Colômbia | Estádio Mineirão, Belo Horizonte        |
| 22:00   | Carolina Arias 2' · Eugénie Le Sommer 14' · Camille Abily 42' · Amel Majri 82' | FIFA RIO2016 |          | Público: 6 847 Árbitro: PRK Hyang Ok Ri |

| França | Colômbia |

### Recordes e conquistas
- O gol marcado pela canadense Janine Beckie no jogo entre sua seleção e a Austrália, com 20 segundos de jogo, foi o mais rápido da história dos Jogos Olímpicos.[2]